# Damien Balisson
Pascal Damien Balisson (ur. 28 października 1996 w Port Louis) – maurytyjski piłkarz grający na pozycji lewego obrońcy. Od 2020 jest zawodnikiem klubu Cercle de Joachim SC.

## Kariera klubowa
Swoją karierę piłkarską Balisson rozpoczął w klubie Cercle de Joachim SC. W sezonie 2014/2015 zadebiutował w jego barwach w pierwszej lidze maurytyjskiej. W debiutanckim sezonie wywalczył mistrzostwo Mauritiusa. W 2018 roku odszedł do reuniońskiego USS Tamponnaise, a w sezonie 2018/2019 ponownie grał w Cercle de Joachim. W 2019 występował we francuskim Evian Thonon Gaillard FC. W 2020 wrócił do Cercle de Joachim.

## Kariera reprezentacyjna
W reprezentacji Mauritiusa Balisson zadebiutował 20 czerwca 2015 w przegranym 0:3 meczu Mistrzostw Narodów Afryki 2016 z Południową Afryką.